# SERPINB7
SERPINB7‏ (Serpin family B member 7) هوَ بروتين يُشَفر بواسطة جين SERPINB7 في الإنسان.